# Tapacul de la boirina
El tapacul de la boirina (Scytalopus altirostris) és una espècie d'ocell de la família dels rinocríptids (Rhinocryptidae).

## Hàbitat i distribució
Habita el sotabosc dels boscos de l'alta muntanya, prop del límit dels arbres, als Andes centrals del Perú.